# Christuskirche (Beierfeld)

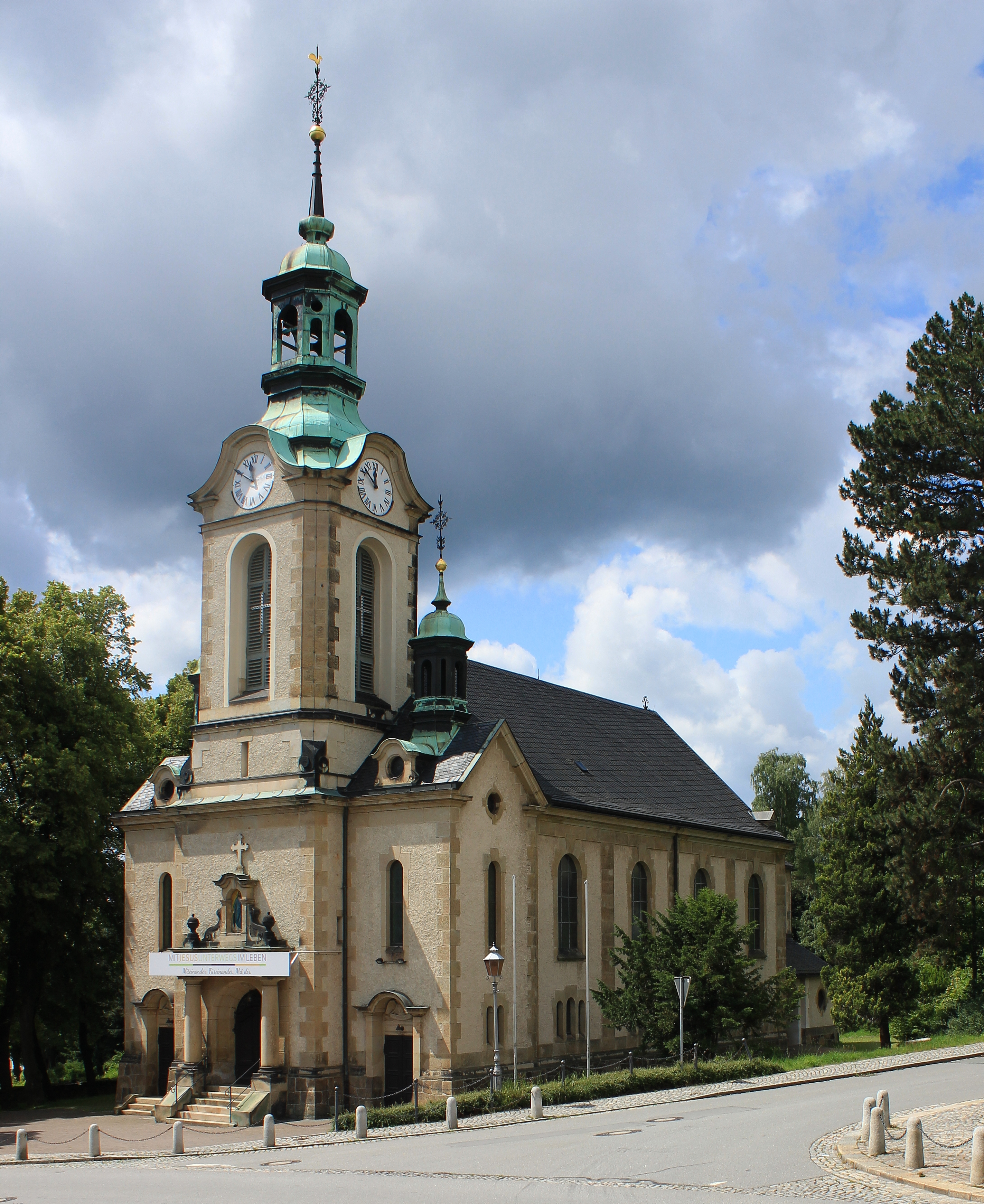
Christuskirche zu Beiersdorf

Die Christuskirche in Beierfeld ist eine Ende des 19. Jahrhunderts im Stil der Neorenaissance entstandene evangelisch-lutherische Saalkirche im sächsischen Erzgebirge.

## Baugeschichte
Durch den raschen Bevölkerungsanstieg im Verlauf des 19. Jahrhunderts wurde die Beierfelder Dorfkirche bald zu klein für die Einwohner des Kirchspiels. Mitte der 1880er Jahre wurde deshalb ein Fonds für den Bau einer neuen, größeren Kirche eingerichtet. Als Bauplatz wurde ein Grundstück oberhalb des Friedhofs und der alten Kirche festgelegt, was neben anderen Faktoren zur Folge hatte, dass die vorher eingepfarrten Dörfer Neuwelt und Wildenau noch vor der Jahrhundertwende aus dem Beierfelder Kirchspiel ausgepfarrt wurden. Der Dresdner Architekt Fritz Reuter wurde mit der Bauplanung beauftragt. Für die Bau- und Steinmetzarbeiten wurden Schwarzenberger Handwerker engagiert. Nach der Grundsteinlegung am 31. Mai und der Hebefeier am 6. September 1897 wurde die Kirche am 19. September des folgenden Jahres feierlich geweiht. Die Gesamtbaukosten betrugen 123.000 Mark. 1920 erhielt sie den Namen Christuskirche.

## Architektur
Der Putzbau hat einen eingezogenen Chor mit einer dreiseitigen Apsis nach Westen und ist durch gequaderte Sandstein-Lisenen und Rundbogenfenster gegliedert. Der Haupteingang ist mit einer Vortreppe und einem zweisäuligen Sandsteinportal versehen. Über dem Architrav befindet sich ein farbiges Frittenbild mit einer stehenden Christusfigur. Der Ostturm besitzt eine mächtige Laterne und wird von Treppenhäusern mit Dachreitern flankiert.

## Innenraum
Der flachgedeckte Innenraum ist mit ornamental bemalten Mittelfeldern versehen. In den neuromanisch gestalteten Chor führt ein Triumphbogen mit einer dreibogigen Arkatur, über der sich ein monumentales Wandgemälde des Dresdner Malers Johannes Wehle von 1899 befindet, das die Kreuzigung Jesu darstellt. Die achteckige Holzkanzel wurde vom Beierfelder Albin Baumann gefertigt, die Brüstungsfelder wurden vom Dresdner Historienmaler Ludwig Otto mit Darstellungen der Geburt und der Auferstehung Christi versehen. Das Apsisfenster von Carl August Schramm aus Dresden stellt im Rundfenster Christus als Himmelskönig und seitlich die Apostel Petrus und Paulus dar, vermutlich als Referenz an das Patrozinium der alten Kirche. Nördlich des Chors befindet sich eine Taufkapelle mit einer flachen Holzdecke, fliesengeschmücktem Fußboden und einem Rundfenster mit der Darstellung Johannes des Täufers.

## Orgel
Die Orgel wurde vom Orgelbaumeister Bruno Kircheisen (1852–1921) aus Dresden gefertigt und in den Prospekt von Otto Paulig eingebaut. Sie hat nach dem Umbau 1921 von Orgelbaumeister Hermann Eule aus Bautzen 22 Register.

## Geläut
Die 1898 geweihten Bronze-Kirchenglocken aus der Glockengießerei G. A. Jauck in Leipzig wogen zusammen etwa drei Tonnen und wurden von einer ansässigen Löffelfabrikantenfamilie gestiftet. Sie wurden 1917 für Kriegszwecke gegen eine Entschädigung von 8.000 Mark beschlagnahmt und 1919 von einem Klangstahlgeläut des Unternehmens Schilling & Lattermann in Apolda ersetzt.
Am 110. Jahrestag der Weihe des ersten Geläuts wurden im Jahr 2008 drei neue, bronzene Glocken angeläutet. Die Stahlglocken von 1919 wurden vor der Kirche als Glockendenkmal aufgestellt.

## Baudetails

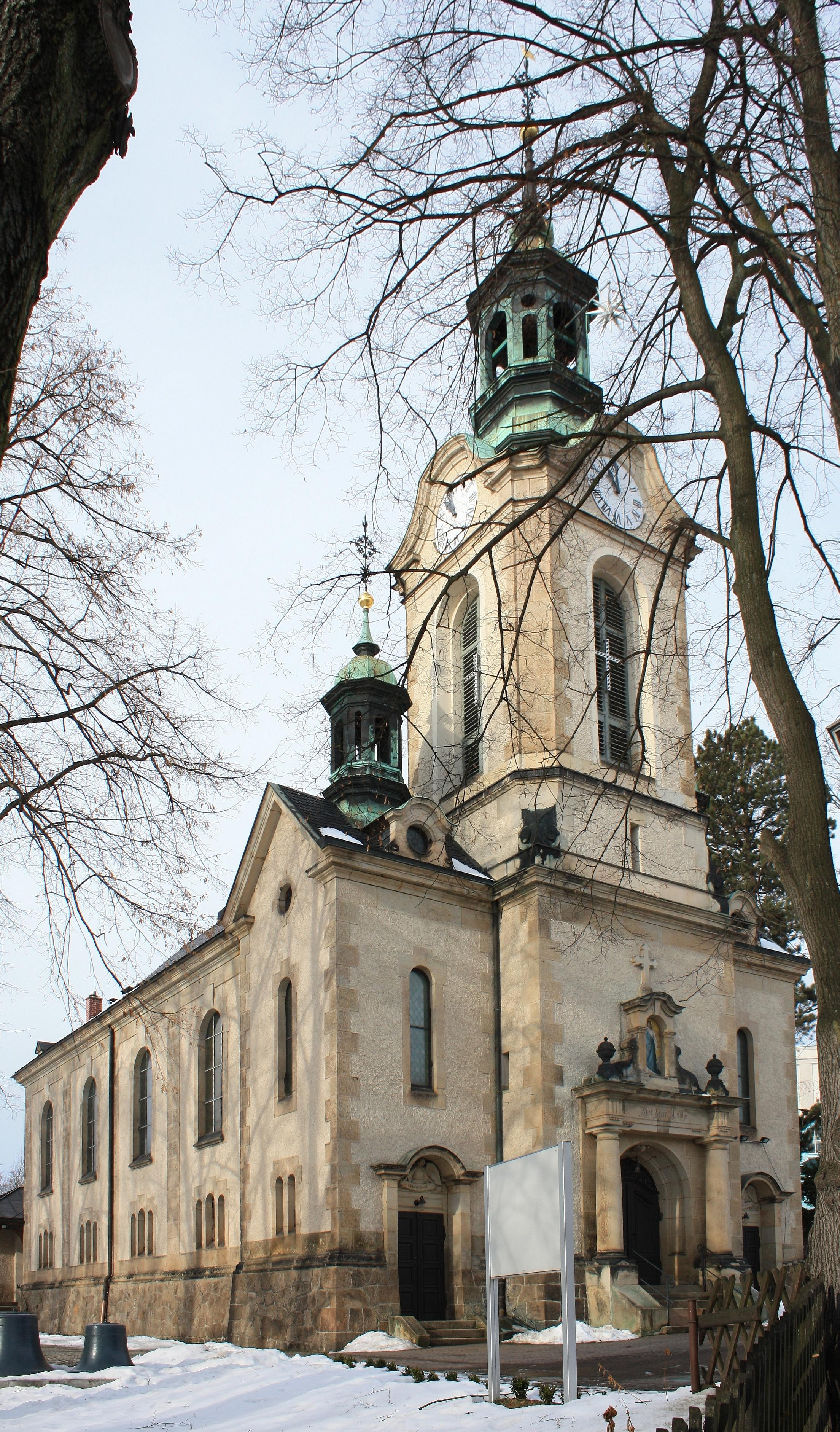
Ansicht von Südosten
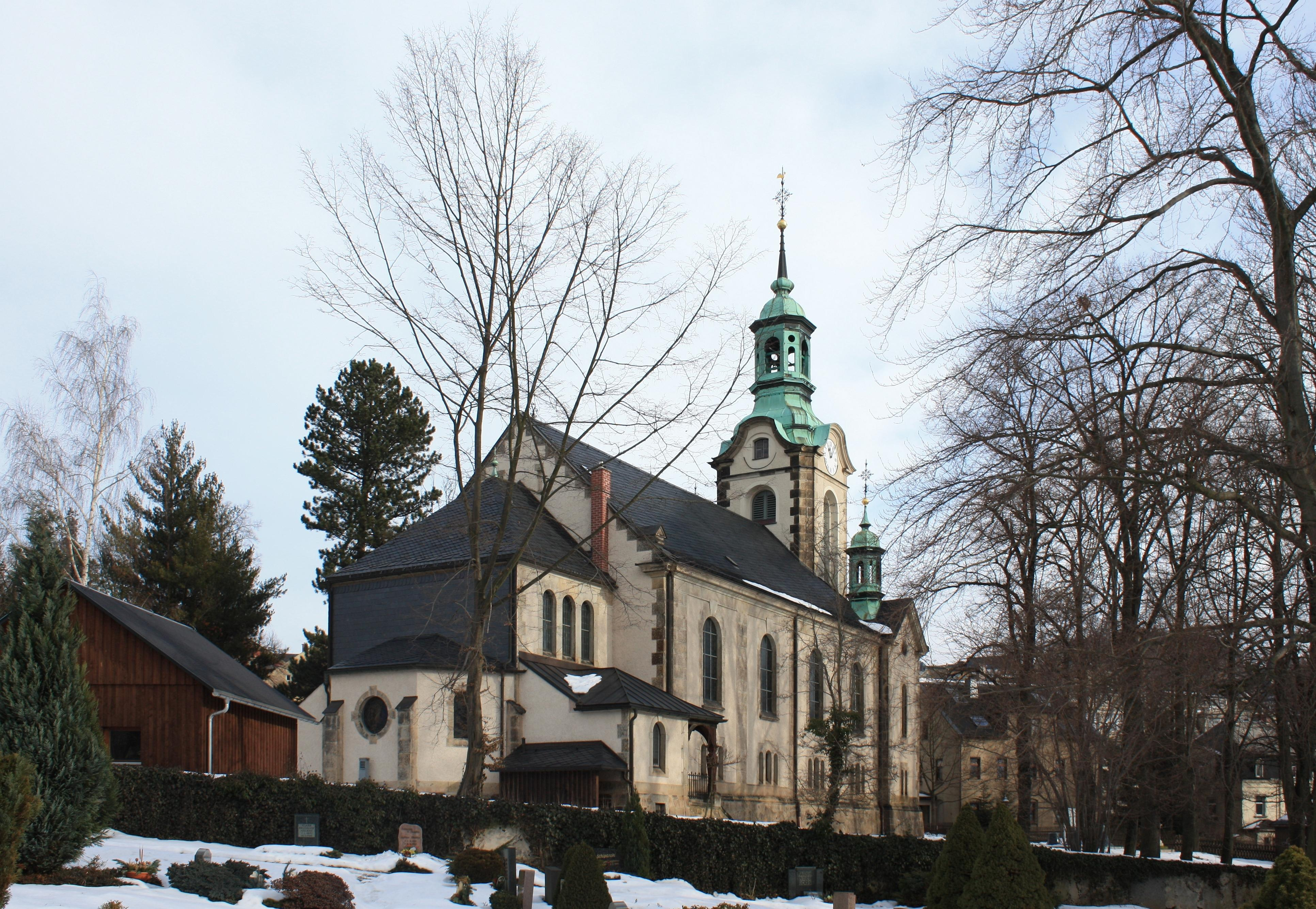
Ansicht vom Friedhof (Südwesten)
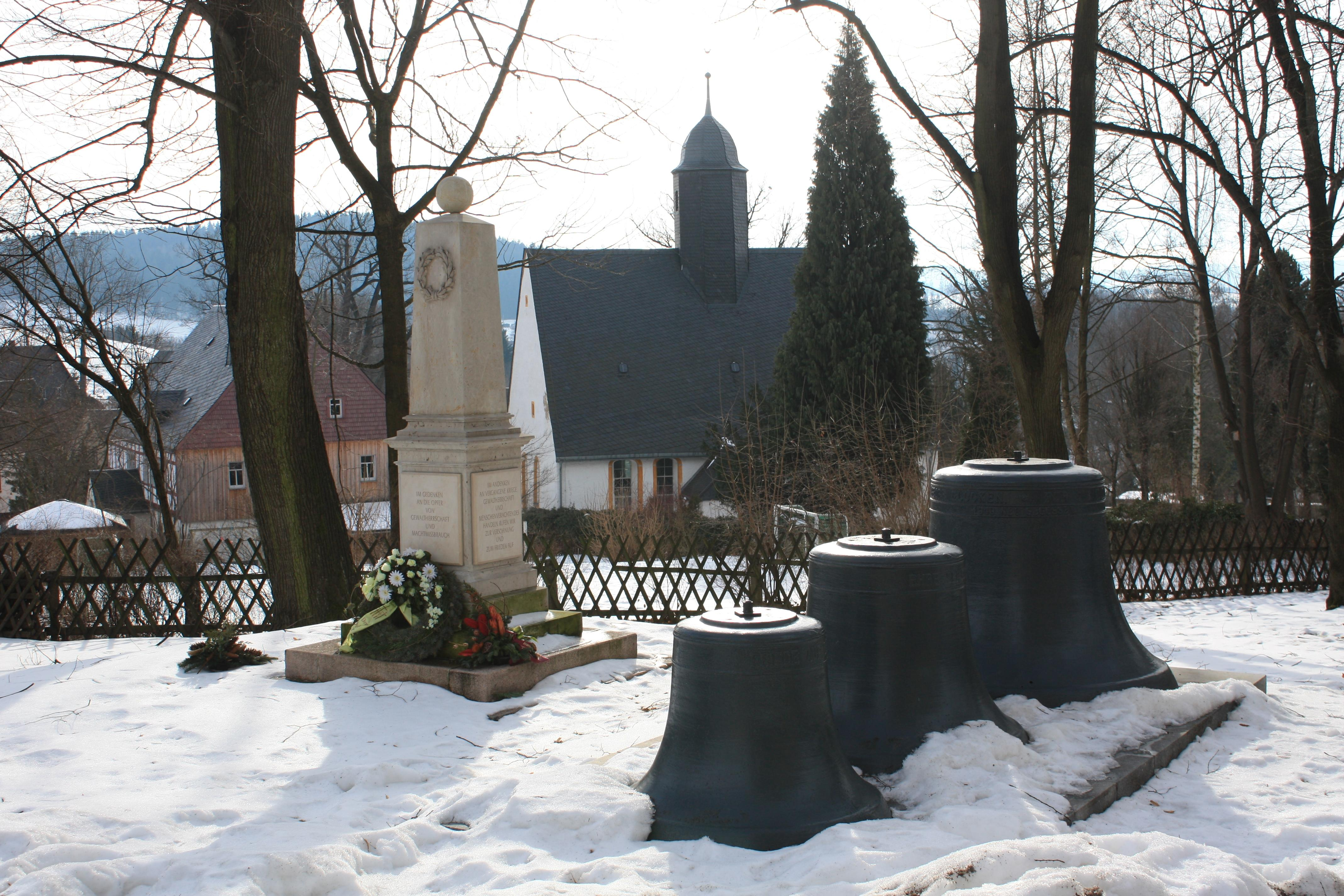
Blick auf die Peter-Pauls-Kirche mit Pfarrhaus, im Vordergrund das rekonstruierte Kriegerdenkmal und die Stahlglocken von 1919
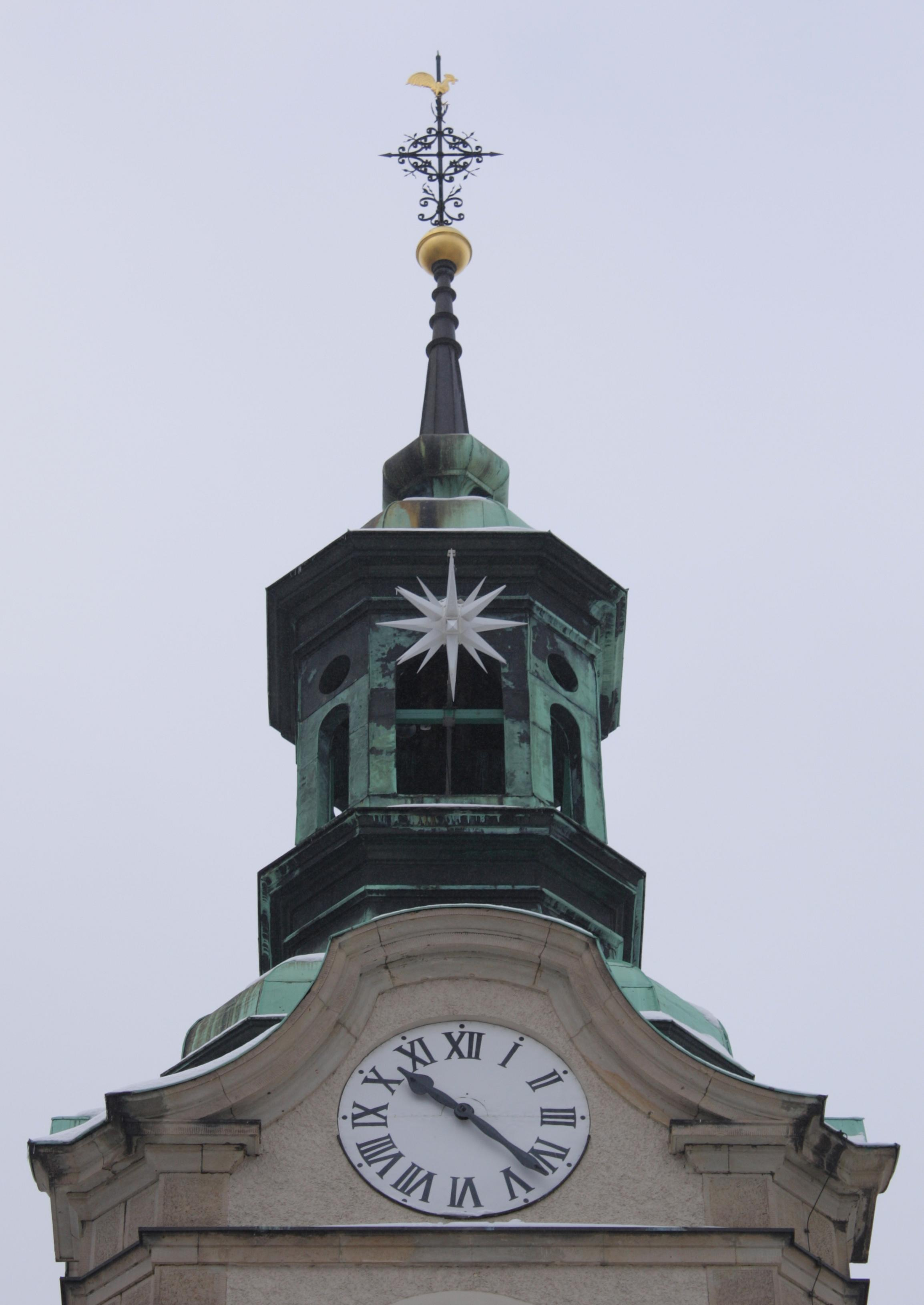
Turmuhr, Haube, Kugel und Wetterfahne
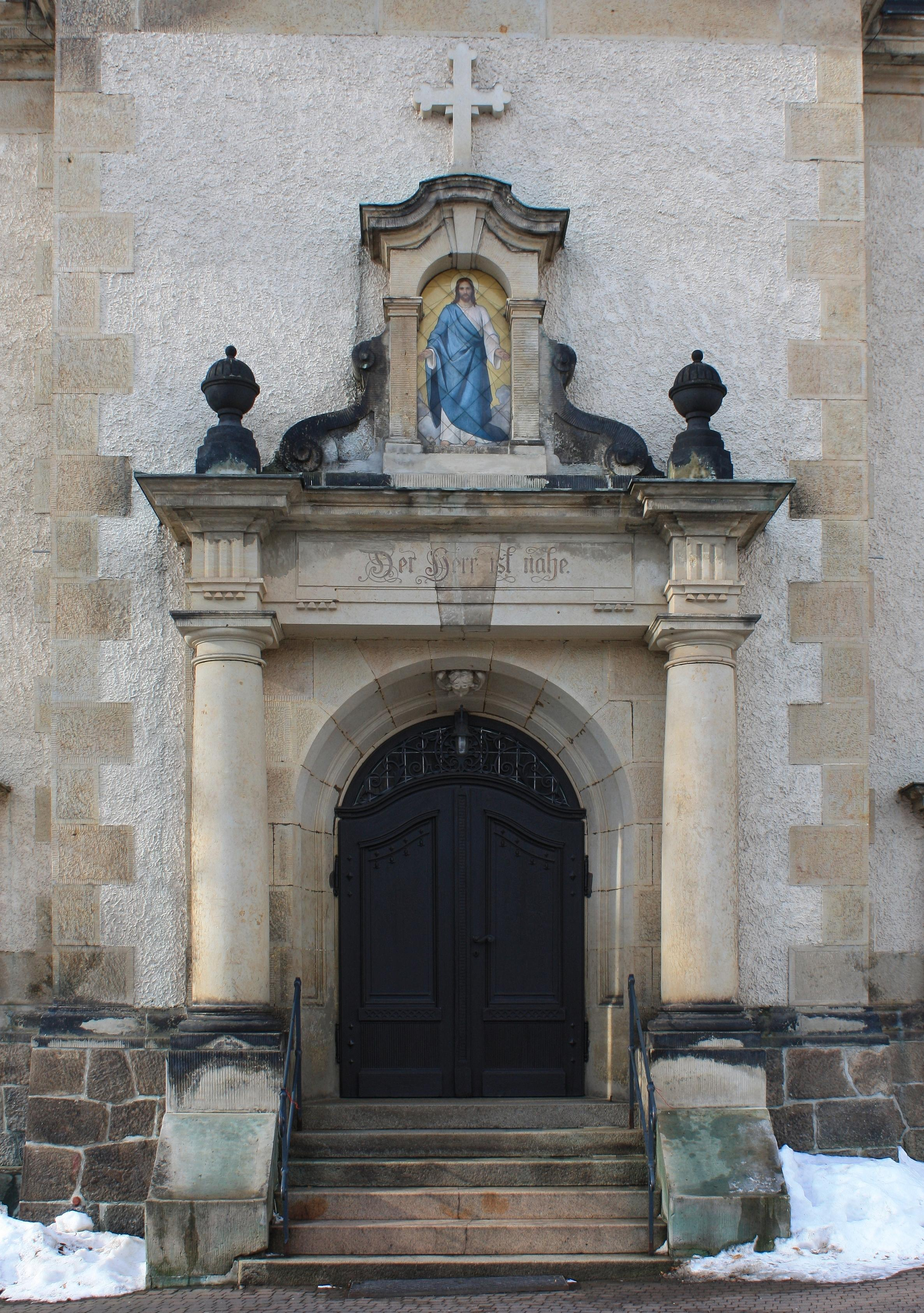
Zweisäuliges Sandsteinportal
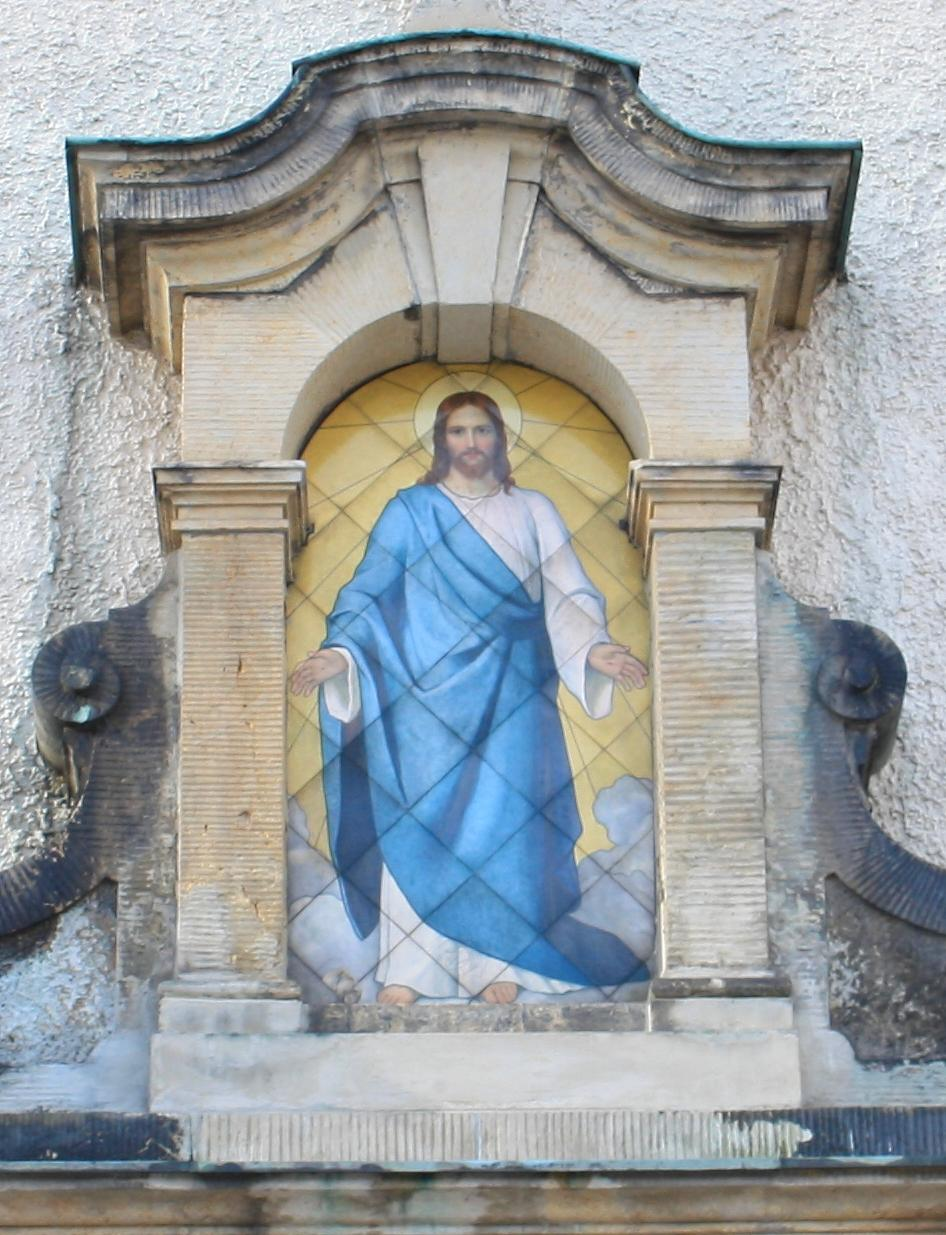
Frittenbild
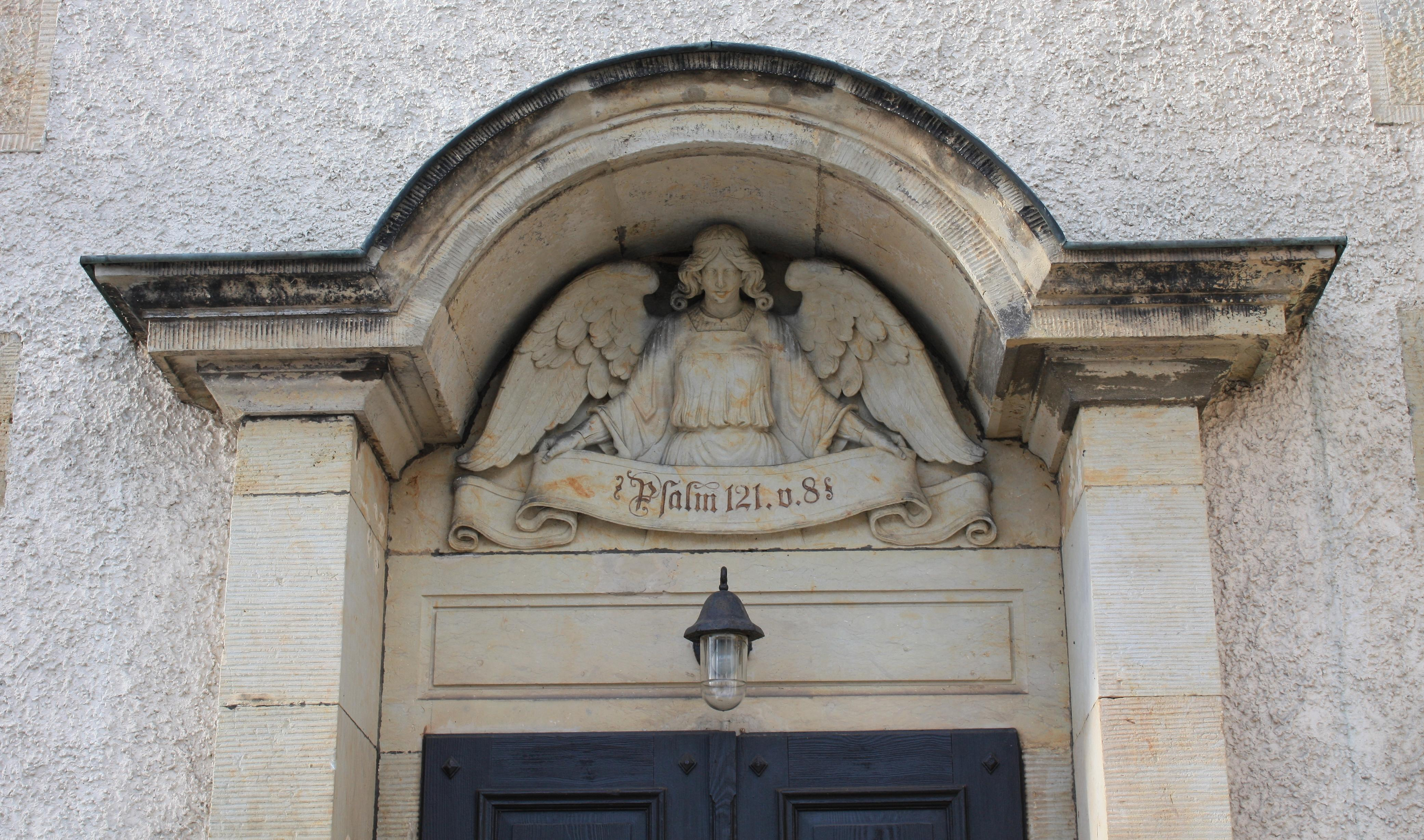
Detail des linken Seitenportals
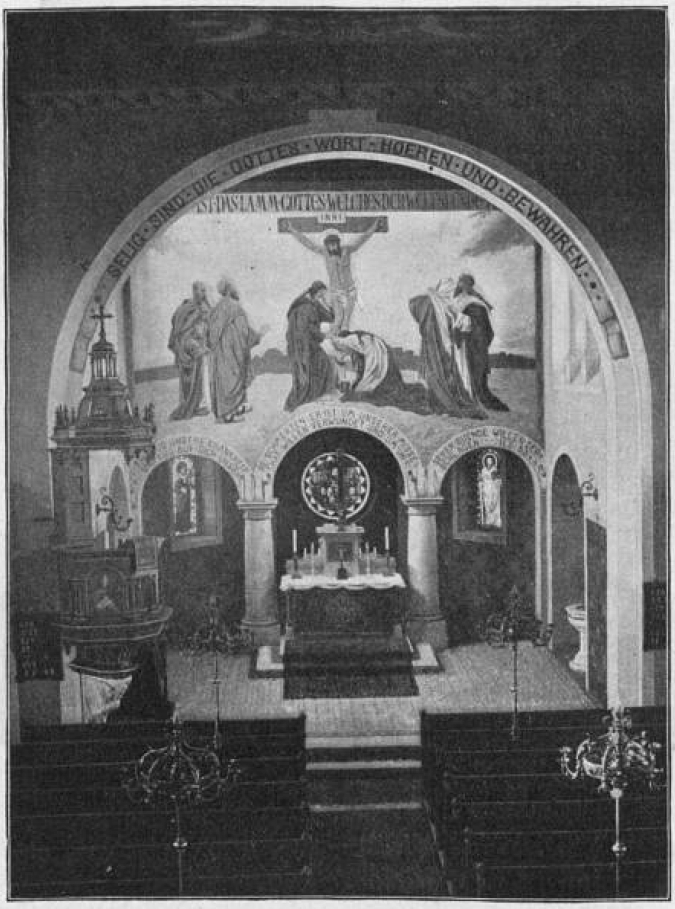
Innenraum um 1900

## Pfarrer der Kirchgemeinde
- 1530 – Caper, Johann
- 1540 – Nätzer, Christian
- 1559 – Ender, Johann
- 1569 – Schaller, Wolfgang
- 1579 – Stürz, Johann
- 1592 – Kothmar, Adam d. J.
- 1601 – Büttner, Johannes
- 1610 – Klemm, Bartholomäus
- 1617 – Wilisch, Michael
- 1619 – List, Andreas Georg
- 1623 – Mieth, Georg
- 1658 – Mieth, Lorenz Georg
- 1662 – Schneider, Jonas
- 1678 – Schmidt, Tobias
- 1692 – Groschupf, Georg Heinrich
- 1707 – Humann, Gottfried
- 1738 – Bielinsky, Samuel
- 1753 – Blüher, Sigismund Benedikt
- 1782 – Blüher, August Friedrich
- 1822 – Friedrich, Gottfried Heinrich
- 1865 – Hofmann, Ernst Wilhelm
- 1915 – Hammerschmidt, Emil *Rolf
- 1916 – 1956 Beyer, Louis Gustav
- 1937 – Heiland, *Kurt Günther
- 1956 – 1982 Schumann, Artur
- 1983 – Henke, Ulrich
- 1990 – Richter, Andreas[2]